# 사미르 베크리치
사미르 베크리치(Samir Bekrić, 1985년 10월 20일, 투즈라)는 보스니아 헤르체고비나의 축구 선수이다. 현재 젤레즈니차르 사라예보에서 뛰고 있다.

## 역사

### 젤레즈니차르 사라예보
베크리치는 보스니아 헤르체고비나 프리미어리그 2006-07 시즌에 FK 젤레즈니차르 사라예보에서 프로 데뷔를 하였다. 이후 네 시즌을 뛰며 팀의 에이스로 자리잡았는데, 특히 2009-10 시즌에는 15골을 넣었고, 13골을 어시스트하였다. 이러한 활약을 바탕으로 그는 시즌 MVP에 선정되었다.

### 인천 유나이티드
베크리치는 2010년 7월 19일, 인천 유나이티드에 입단하였다. 인천 유나이티드 입단 5일 후인 7월 24일에 제주 유나이티드와의 경기에서 데뷔전을 치렀는데 그 경기에서 후반 4분 데뷔골을 터뜨렸다. 그러나 계속해서 저조한 모습을 보여주었고 두 번째 골을 기록한 11월 3일 강원 전만 제외하고 자체 평점 7점을 넘긴 경기가 없었다. 시즌이 끝난 후 방출되었다.